# Mr. Big (Sex and the City)
John James "Mr. Big" Preston è un personaggio ricorrente nella serie della HBO Sex and the City, interpretato da Chris Noth. È il principale interesse amoroso per la protagonista della serie, Carrie Bradshaw, che di solito si riferisce semplicemente a lui come "Big".
Secondo i resoconti della stampa, il personaggio di Mr. Big si basava sul dirigente editoriale Ron Galotti, ex editore di GQ e Talk . Bushnell disse al New York Magazine nel 2004, "Era uno di quei ragazzi di New York con una grande personalità - lo notate appena entra nella stanza" e "L'ho chiamato Mr. Big perché era come un grande uomo nel campus ". Big è apparso nella lista di Comcast dei personaggi più intriganti della TV.

## Episodio pilota
"Big" appare nel primo episodio di Sex and the City come uno sconosciuto molto attraente che aiuta Carrie a raccogliere il contenuto della sua borsa (in particolare cosmetici e preservativi) dopo essere andata a sbattere accidentalmente contro uno sconosciuto per le strade di Manhattan. Il soprannome "Big" si riferisce al suo status di "grande magnate, grande nave da sogno, e soprattutto fuori dalla portata [di Carrie]", secondo il dialogo dello show. (Il suo vero nome non viene rivelato agli spettatori fino all'episodio finale della serie; in uno scherzo, ogni volta che Carrie sta per presentare Mr. Big a un altro personaggio sullo schermo, viene interrotta prima di poter pronunciare il suo nome. Quando Carrie e la sua amica Samantha si imbattono in Big in una discoteca, Samantha flirta con lui, ma egli rifiuta con tatto. Nei primi episodi, lui e Carrie si scontrano frequentemente l'uno con l'altra, fino a quando Big suggerisce che i due dovrebbero "scontrarsi di proposito". Carrie è d'accordo e quindi inizia la loro relazione piuttosto sconnessa, nella quale i due si lasciano e rimettono insieme continuamente. Big chiama Carrie con il soprannome di "Kid". Quando Carrie chiede a Big se è mai stato innamorato, risponde "Abso-fucking-lutely".

## Arco della storia
Carrie alla fine si innamora di Big, nonostante la sua paura di impegnarsi. La sua mancanza di comunicazione davanti ai problemi di coppia e il modo in cui Carrie affronta il suo essere spesso ambiguo sono espedienti narrativi frequenti. Carrie ritorna nella relazione diverse volte nonostante sia chiaro che lui sia emotivamente non disponibile nei suoi confronti e incapace di soddisfare i suoi bisogni. Anche se potrebbe sembrare che Big sia stato solo inibito da una serie di relazioni amorose fallimentari, il personaggio è spesso inteso come un semplice egoista. La tendenza del signor Big a compiere importanti passi emotivi nella relazione più lentamente rispetto a Carrie è spesso descritta come indisponibilità emotiva piuttosto che come cautela nata da un cuore spezzato ripetutamente. L'interpretazione errata di Carrie del tumulto interiore del sig. Big come distanza irraggiungibile crea spesso problemi più grandi a causa dei suoi sentimenti fuori luogo di indegnità, e a causa della sua propensione a non comunicare in modo sincero fino a quando non è troppo tardi, provoca molti malintesi dolorosi. Carrie non si assume alcuna responsabilità per la sua insofferenza e la mancanza di empatia, spesso emettendo ultimatum (cioè la prima rottura), e Big non può liberarsi del suo radicato pessimismo emotivo per abbracciare pienamente Carrie come partner. Si lasciano ripetutamente, nel corso di due anni, per questi motivi, prima che Big sposi una ventiseienne scalatrice sociale e dipendente di Ralph Lauren di nome Natasha ( Bridget Moynahan ) dopo averla frequentata per soli cinque mesi. Questo fa male a Carrie, poiché ella si chiede come lui abbia potuto fare dei passi con Natasha dopo cinque mesi che si è rifiutato di fare con Carrie. Diventa evidente in seguito che il signor Big aveva semplicemente saltato molti degli importanti passaggi emotivi prima del matrimonio, molti dei quali aveva sicuramente, anche se lentamente, preso con Carrie. Ironia della sorte, ciò crea i problemi di distanza e indisponibilità tra Big e Natasha, che Carrie aveva tanto temuto nella sua relazione.
Entro sette mesi dal suo matrimonio, inizia a disprezzare i suoi legami matrimoniali a causa di Carrie; inizia di nuovo una relazione con lei. Carrie, che al momento è impegnata in una relazione seria (con Aidan Shaw), si sente in colpa ma continua a vedere Big. La relazione continua fino a quando Natasha torna a casa inaspettatamente e scopre Carrie, la quale fugge via per metà vestita, dall'appartamento coniugale. Natasha inciampa e si rompe un dente mentre insegue Carrie, che finisce per portare Natasha al pronto soccorso. Di conseguenza, Carrie termina la relazione. Carrie in seguito scopre che Big e Natasha hanno divorziato.
Big e Carrie alla fine diventano amici intimi. Egli si trasferisce nella Napa Valley, e sono in grado di discutere dei propri rapporti in corso tra di loro. Ma la loro attrazione sessuale reciproca rimane sempre appena sotto la superficie e la loro amicizia non rimane mai strettamente platonica. Dopo aver letto il libro di Carrie, Big inizia a capire quanto le abbia fatto del male, e si immedesima ulteriormente quando una famosa attrice che sta frequentando lo tratta in un modo simile al modo in cui Big ha trattato Carrie: tenendo le distanze e evitando la vera intimità. La relazione tra Big e la celebrità è certamente un parallelo tra Carrie / Big, tranne per il fatto che la celebrità rifiuta l'intimità fisica unilaterale, ignorando le aperture di Big tranne quando le va, mentre i problemi di Carrie / Big erano quasi completamente emotivi e innegabilmente bifacciali. Anche se la faccenda finisce per consentire a Big di superare finalmente il suo dolore interiore, il confronto è piuttosto rozzo. Big cresce come emotivamente, cambia e si evolve man mano che la serie procede, passando oltre il dolore innato per soddisfare meglio i bisogni di Carrie, apparentemente diventando un "uomo migliore".
Big sembra non avere veri amici, almeno a New York. Raramente viene mostrato con altri maschi e, quando lo è, di solito vengono accreditati come colleghi o conoscenti. In una scena viene mostrato a una festa di Capodanno da solo, mentre mangia con la celebrazione che continua intorno a lui, ma egli sembra sentirsi a proprio agio nella situazione.

### Finale di serie
Il finale della serie, "Un'americana a Parigi", mette insieme le parti sciolte della relazione tra Carrie e Big e conclude il loro lungo e non convenzionale corteggiamento. Assente per gran parte della sesta stagione, Big riappare all'improvviso nella vita di Carrie verso la fine, ancora una volta nel momento sbagliato. A questo punto, Carrie è diventata stanca e frustrata dall'inconsistenza di Big e lo respinge rabbiosamente, ma capisce di essere stata lei spesso a respingerlo con il proprio comportamento. Tuttavia, Big è alla disperata ricerca di riconquistare Carrie. Il finale di stagione descrive il suo tentativo di riunirsi con lei.
Il finale della serie si svolge in due episodi in cui Carrie si trasferisce a Parigi con il suo attuale fidanzato, l'artista russo Aleksandr Petrovsky (interpretato da Mikhail Baryshnikov). Nella prima metà del finale, "An American Girl in Paris Part Une", Big si presenta fuori dall'appartamento di Carrie a New York dopo che non riesce a rispondere alle sue telefonate. Lei sta andando alla sua ultima cena con le ragazze prima di partire per Parigi. Egli fa grandi tentativi nell'invitare Carrie a cena e le offre bevande per scusarsi per il modo in cui la trattava, per poi essere rifiutato. Carrie spiega che si sta trasferendo a Parigi con un uomo con cui ha una relazione. Big chiede a Carrie quando si sarebbe decisa a dirgli che si sarebbe trasferita a Parigi, un riferimento al tempo precedente nella loro relazione in cui Big si trasferì a Napa e senza quasi dirlo a Carrie. Big la prende in giro per essersi trasferita a Parigi con un russo e poi cerca di dirle che è "Quello giusto". Carrie perde la calma e dice a Big che è stanca di lui e del suo rovinarle la vita e la felicità come ha continuamente fatto da sei anni a quel punto. Quindi si precipita a incontrare le sue amiche per cena, lasciando Big da solo e confuso per strada.
Quando Charlotte si ferma nell'appartamento di Carrie un giorno, sente Big che lascia un messaggio sulla segreteria telefonica di Carrie, chiedendole un'ultima possibilità. Charlotte risponde e lo invita a incontrarsi con lei, Miranda e Samantha. In un ristorante, chiede loro se pensano che Carrie sia davvero felice e se ha qualche possibilità di riconquistarla. Dopo molte riflessioni, tenendo conto dell'attuale situazione di Carrie e della sua storia con Big in prima linea, Miranda gli dice di "andare a prendere la nostra ragazza". Mr. Big non appare più fino alla seconda puntata del finale, "Un'americana a Parigi parte seconda".
Nel frattempo, Carrie è scossa e infelice nella sua relazione con Aleksandr. Passa Big con la sua limousine in strada a Parigi mentre cerca un taxi, ma i due non si vedono. Big sembra essere alla ricerca di Carrie, ma la limousine va avanti e Carrie continua per la sua strada.
Big riappare nella hall dell'hotel di Carrie al momento giusto, mentre Carrie si accovaccia, raccogliendo in lacrime i diamanti sparsi della sua collana spezzata. Sta aspettando una nuova camera d'albergo, dopo una seria litigata con Aleksandr. Big entra dalla porta e mentre Carrie alza lo sguardo e lo vede, lei inizia a piangere. Spiega che tutto è un disastro e Parigi non è come pensava sarebbe stata. Quindi dice a Big che Alexandr l'ha schiaffeggiata durante una discussione (anche se è stato un incidente quando si è girato troppo in fretta e lei era in piedi dietro di lui). Big diventa protettivo e inizia subito a salire le scale verso la stanza di Aleksandr per rimproverarlo (o come dice lui, "calciare un culo russo"). Nel disperato tentativo di fermarlo, Carrie lo fa inciampare ed entrambi cadono a terra, ridendo istericamente. Smettono di cercare Petrovsky e fanno una passeggiata romantica a Parigi. Alla fine Big dice lei di essere quella giusta, e lei gli chiede di portarla a casa a New York. Arrivano all'appartamento di Carrie a tarda notte e lei gli chiede se vuole venire. Risponde con una frase memorabile che ha usato nel primo episodio ("abso-fucking-lutely"), che ricorda al pubblico che è ancora, in realtà, il Big sicuro e sexy di cui Carrie è innamorata dal primo giorno.
Il suo vero nome, John, viene finalmente rivelato sull'ID del chiamante del cellulare di Carrie dopo che lei è tornata in città e lui la chiama per dirle che sta chiudendo la vendita della sua proprietà a Napa e sta tornando a New York. Il produttore esecutivo Michael Patrick King ha dichiarato che, non rivelando mai il suo vero nome, Big è rimasto "sempre leggermente fuori portata" per Carrie, e questo dispositivo di trama è mantenuto per tutta la serie. Anche se vediamo il suo nome in quella foto finale, Michael Patrick King sottolinea (nel commento sul DVD) che non lo abbiamo mai sentito parlare nella serie.

## Lungometraggi

### Sex and the City: The Movie
Quattro anni dopo, Carrie e Big decidono di sposarsi, dopo che Carrie lo propone mentre è in uno stato di ansia dovuto allo stato della loro relazione. Lei è appena ritornata da un'asta di gioielli provenienti dalla collezione di una donna (la quale era stata la storica compagna di un ricco uomo) che era stata buttata fuori dall'appartamento che aveva condiviso con quest'ultimo per molti anni. La storia della donna angoscia Carrie, dunque Big si propone come sposo in maniera tale che la protagonista potesse avere degli effettivi diritti legali sulla meravigliosa casa che lei e Big stavano acquistando insieme. Tuttavia, il loro piano che prevedeva un matrimonio semplice va fuori controllo quando Carrie finisce sulla rivista Vogue con addosso un vistoso abito da sposa. Big, che ha divorziato due volte, comincia a pensare che il tutto sia degenerato in una sorta di circo, con centinaia di invitati, pubblicità indesiderata e un tremendo designer di abiti da sposa che finisce per mandare all'aria ciò che doveva essere una semplice cerimonia privata. Inoltre, un commento parecchio infelice di Miranda, l'amica di Carrie, molto turbata in seguito ad un recente divorzio, lo angoscia ulteriormente.
Dunque Big, poco prima della cerimonia, rinuncia al presentarsi lasciando Carrie da sola sull'altare. Tuttavia ci ripensa subito dopo, e incontra la sua sposa che stava uscendo dalla cerimonia umiliata e con il cuore spezzato. Lei lo attacca con un bouquet gridandogli contro "Lo sapevo che l'avresti fatto!". Lui tenta ripetutamente di scusarsi e di spiegarsi, ma Carrie ignora le sue lettere e le sue email, ed i due finiscono con il non avere alcun tipo di contatto per diversi mesi, quasi un anno.
Quando Carrie assume un'assistente di nome Louise, le dice di "mettere Big in un posto dove lei non debba più sentirne parlare di nuovo". Dunque Louise crea una cartella nelle e-mail di Carrie protetta da una password, nella quale sono presenti moltissime email di Big. Charlotte in seguito partorisce -le acque le si rompono proprio mentre sta rimproverando Big per aver spezzato il cuore di Carrie- e lui la porta in ospedale rimanendoci fino alla fine nella speranza di incontrare Carrie. Quando Carrie arriva, le viene raccontata tutta la storia. Harry le rivela che Big le ha pregato di chiamarlo, e che lui scritto moltissime lettere. Confusa, Carrie va a casa e fruga nella sua casella di posta, scoprendo che le email di Big sono contenute nella cartella segreta di Louise. Lei indovina la password, e scopre che Big le ha riscritto moltissime poesie d'amore scritte da poeti, e che gliene ha scritta una personale nella quale le promette di amarla per sempre.
Louise ricorda a Carrie che lei ha lasciato un paio di Manolo Blahnik mai indossate nell'appartamento che lei e Big possedevano, e dunque la protagonista corre fino all'attico dove trova Big con le scarpe in mano. Lei corre nelle sue braccia poiché non è più in grado di negare il suo amore ancora molto forte per lui. Come voce narrante, Carrie dice "Non era logica; era amore" e dunque i due si sposano discretamente celebrando la cosa con una cena insieme ai loro amici.

### Sex and the City 2
Carrie vuole sempre uscire, mentre invece Big preferirebbe di gran lunga rimanere a casa a guardare la televisione ogni tanto. Dopo che Carrie ritorna al suo appartamento per lavorare ad un compito assegnatole a la riunione dei due risulta essere particolarmente dolce, Big propone di rimanere separati per due giorni, con uno dei due che alloggia nell'appartamento di Carrie, la quale lo ha sempre tenuto. Nonostante i numerosi dubbi da parte di Charlotte, Carrie accetta.
Ad Abu Dhabi, Carrie incontra il suo amante, Aidan. Carrie e Aidan erano stati insieme due volte. La prima volta si lasciarono perché Carrie e Big avevano ritrovato l'interesse reciproco, e la seconda perché Aidan non riusciva a fidarsi di lei nonostante tutto quel tempo a causa della questione Big, e dopo essersi proposto a lei in matrimonio, la questione è stretta per Carrie e dunque i due decidono di annullare il fidanzamento. Aidan dunque è ora sposato ed è ad Abu Dhabi per questioni lavorative. I due decidono di uscire per cena, nonostante tutti gli avvertimenti di Charlotte, che sente che "Carrie stia giocando con il fuoco".  Aidan e Carrie si baciano prima che lei interrompa il tutto per tornare al suo hotel. Indecisa sul da farsi, Carrie decide di confessare il bacio a Big. Lui prende le distanze e smette di rispondere alle sue telefonate.
Quando Carrie torna a New York, l'appartamento è vuoto e aspetta tutto il giorno che Big ritorni. Lui dunque torna a casa quella sera con la "punizione" per Carrie. Lei dovrà indossare un diamante nero al dito per ricordarsi di essere sposata. I due si riconciliano e si baciano. Il film si conclude con un montaggio di scene delle vite delle ragazze: Big e Carrie sono finalmente riusciti a conciliare i loro desideri ed interessi, e i due sono contenti in quanto la loro vita matrimoniale si è evoluta dopo i "Terribili due giorni"

## Apparizioni in serie
1. "Sex and the City" (June 6, 1998)
2. "Models and Mortals" (June 14, 1998)
3. "Valley of the Twenty-Something Guys" (June 28, 1998)
4. "Secret Sex" (July 12, 1998)
5. "The Monogamists" (July 19, 1998)
6. "Three's a Crowd" (July 26, 1998)
7. "The Turtle and the Hare" (August 2, 1998)
8. "The Drought" (August 16, 1998)
9. "Oh Come All Ye Faithful" (August 23, 1998)
10. "Take Me Out to the Ball Game" (June 6, 1999)
11. "The Awful Truth" (June 13, 1999)
12. "Four Women and a Funeral" (July 4, 1999)
13. "The Cheating Curve" (July 11, 1999)
14. "The Chicken Dance" (July 18, 1999)
15. "The Man, the Myth, the Viagra" (July 25, 1999)
16. "Old Dogs, New Dicks" (August 1, 1999)
17. "The Caste System" (August 8, 1999)
18. "Evolution" (August 15, 1999)
19. "La Douleur Exquise!" (August 22, 1999)
20. "Twenty-Something Girls vs. Thirty-Something Women" (September 26, 1999)
21. "Ex and the City" (October 3, 1999)
22. "Drama Queens" (July 23, 2000)
23. "The Big Time" (July 30, 2000)
24. "Easy Come, Easy Go" (August 6, 2000)
25. "All or Nothing" (August 13, 2000)
26. "Running with Scissors" (August 20, 2000)
27. "Cock-a-Doodle-Do" (October 15, 2000)
28. "The Agony and the Ex-tacy" (June 3, 2001)
29. "Defining Moments" (June 10, 2001)
30. "Sex and the Country" (July 22, 2001)
31. "Belles of the Balls" (July 29, 2001)
32. "Just Say Yes" (August 12, 2001)
33. "Ring a Ding Ding" (January 27, 2002)
34. "I Heart NY" (February 10, 2002)
35. "The Big Journey" (September 1, 2002)
36. "The Perfect Present" (July 6, 2003)
37. "Hop, Skip, and a Week" (July 27, 2003)
38. "The Domino Effect" (September 7, 2003)
39. "The Cold War" (February 1, 2004)
40. "An American Girl in Paris: Part Une" (February 15, 2004)
41. "An American Girl in Paris: Part Deux" (February 22, 2004)